# Sylwester III
Sylwester III (właśc. Jan z Sabiny, ur. w Sabinie, zm. w 1063) – papież w okresie od 20 stycznia 1045 do 10 marca 1045.

## Życiorys
Jan był od 1011 biskupem Sabiny. W latach 1011–45 jest stale poświadczony w dokumentach cesarskiego opactwa Farfa w diecezji Sabiny. W styczniu 1015 i kwietniu 1044 brał udział w synodach rzymskich.
We wrześniu 1044 rzymianie pod wodzą arystokratycznego rodu Krescencjuszy zbuntowali się przeciw rozpustnemu papieżowi Benedyktowi IX i wygnali go z miasta. Za pośrednictwem tego rodu, 20 stycznia 1045 Jan został obrany na nowego papieża w miejsce Benedykta IX i przybrał imię Sylwester III. Jednak w marcu 1045 roku, Benedykt powrócił do Rzymu i odebrał mu Tron Piotrowy, po czym Sylwester powrócił do rodzinnej Sabiny, powracając także do swojej diecezji. 20 grudnia 1046 roku Sylwester został wezwany przez króla Henryka III na synod w Sutri, gdzie został uznany za uzurpatora i skazany na pobyt w klasztorze. Jednak, być może dzięki opiece Krescencjuszy, wyrok ten nie został wykonany i Sylwester nadal sprawował urząd biskupa (przynajmniej do 1062 roku).
2 maja 1050 brał udział w synodzie rzymskim zwołanym przez papieża Leona IX. W 1058 przejściowo poparł antypapieża Benedykta X, jednak już w kwietniu 1059 jego podpis widnieje na brewe prawowitego papieża Mikołaja II. Zmarł przed październikiem 1063 roku, ponieważ wówczas biskupem Sabiny był już jego następca Ubaldo.
Legalność pontyfikatu Sylwestra III jako papieża jest bardzo kontrowersyjna. Został on wybrany za życia poprzedniego papieża Benedykta IX, mimo braku dobrowolnej rezygnacji z jego strony. Z tego względu w historiografii przeważa opinia, że był on antypapieżem, jednak z uwagi na brak wystarczających podstaw źródłowych do definitywnej oceny wydarzeń z lat 1045–46, od roku 1947 na zasadzie in dubio pro reo zamieszcza się go na półoficjalnej liście legalnych następców św. Piotra w Annuario Pontificio.